# 林芝报春
林芝报春（学名：Primula ninguida）为报春花科报春花属下的一个种。

## 扩展阅读
- 維基物種上的相關：林芝报春